# Национальный фонд спорта
Национальный фонд спорта (НФС) — российская финансовая структура, существовшая в 1990-е годы. Фонд создан указом президента России Борисом Ельциным, пролоббировал его создание Шамиль Тарпищев, входивший в его ближайшее окружение. Целью создания НФС являлось развитие спорта в стране. Источником доходов НФС были преференции от государства, Однако фактически НФС использовался его руководством для своего обогащения, был связан с криминалом, а суммы на спорт НФС тратил незначительные.

## История
Национальный фонд спорта (НФС) создан 01 июня 1992 года указом президента России. Цель создания НФС — привлечение средств организаций и граждан для развития инфраструктуры массового спорта и спортивной индустрии.

### Беспошлинный ввоз алкоголя и табачной продукции
22 ноября 1993 года НФС получил право беспошлинного ввоза подакцизных товаров — алкоголя и табака.
В 1995 году НФС поставлял 80-85 % ввозимого алкоголя и до 90 % импортных сигарет. 06 марта 1995 года таможенные льготы были отменены, но льготы по различным схемам продолжали действовать до конца 1995 года. 30 ноября 1995 года был издан повторный указ по отмене льгот, но правительство обязалось за это выплатить компенсацию НФС
НФС является учредителем 1-го канала (ОРТ) — владел 2 % акциями телекомпаниями.
НФС участвовал в финансировании футбольных клубов «Спартак» Москва и «Ротор» Волгоград.
Наряду с НФС льготы на импорт и экспорт алкоголя, сигарет, нефти получали и другие организации: Федерация хоккея России, Общество глухих, ветераны-афганцы, РПЦ, РАО «МЭС», Объединение «Софрино», организация Отари Квантришвили («Ассоциация 21век»). Но НФС, благодаря близости к Ельцину, удалось стать крупной коммерческой структурой. Шамиль Тарпищев, входил в близкое окружение Президента Ельцина Б. Н., играл с ним в теннис и с 1992 года жил с ним в одном доме на Осенней улице.
В книге Михаила Зыгаря «Все свободны» НФС называется «всесильным импортером» — льготы для НФС отменялись, но тут же предоставлялись новые льготы или кредиты.
Фонд был создан для финансирования спорта, но деньги спортивные организации недополучали. По словам, Виталия Смирнова из $540 млн Олимпийский комитет получил от НФС $20 млн. Также источники внутри организации утверждали, что из проходящих через фонд денег, максимум 10 процентов шли на спортивные проекты.
За период действия льгот с 1994 по 1995 год из-за беспошлинного ввоза НФС — бюджет недополучил, по словам Анатолия Чубайса $10 млрд.
После отставки Александра Коржакова НФС потерял свой главный актив: близость к Ельцину и соответственно льготы, но ещё оставались другие активы: банки, лотереи Спортлото, Лотто-миллион, гостиницы Москвы.
После отмены льгот был убит сотрудник НФС Лев Гаврилин.
С НФС работали известные крупные компании и предприниматели: Олег Бойко (Национальный кредит), Шабтай Калманович, Семен Могилевич, Юрий Рыдник (Союзконтракт).

## Руководители НФС
Тарпищев Ш. А. со дня создания до июля 1994 г. Ушел, так как возглавил Госкомспорт, но главой НФС оставил своего компаньона Федорова Б. В.
Федоров Борис Владимирович с июля 1994г по 21.05.1996 г. Вернулся к управлению НФС, после увольнения Коржакова из команды Ельцина, в октябре 1996г;
Стрелецкий Валерий Андреевич (ближайший помощник Коржакова) с 22.05.1996 по конец августа 1996 г.
Леонюк Сергей Николаевич с 01.09.1996 по октябрь 1996 г.
Попечительский совет НФС: Тарпищев Ш. А., Озеров Н. Н., Смирнов В. Г., Балахничев В. В. , Тихонов А. И.

## Участие НФС в выборах Президента 1996 года.
Деньги на президентскую кампанию Ельцина давали компании, которые зависели от расположения правительства. НФС не исключение.
На выборах у Ельцина было два конкурирующих штаба: штаб Чубайса, поддерживаемый олигархами и штаб «силовиков» Коржакова, Барсукова М. И. (директор ФСБ). В марте-апреле 1996 года руководитель НФС Федоров Б.В, передал Чубайсу на предвыборные цели 10 миллионов долларов. Коржаков узнал, что Федоров внес деньги в конкурирующий штаб и вместе с Тарпищевым потребовали у Федорова вернуть эти деньги обратно. Федоров отослал их обращаться к главе предвыборного штаба Чубайсу.
20 мая 1996 года Федоров был задержан по подозрению в незаконном хранении наркотиков: под ковриком заднего сиденья его «Мерседеса» сотрудники управления по борьбе с незаконным оборотом наркотиков нашли пакетик кокаина. Но на пакетике с наркотиками не было обнаружено отпечатков пальцев Федорова. Поэтому через трое суток его отпустили, не предъявив обвинения.
22 мая 1996 в НФС проводится собрание попечителей на котором принимается решение о снятии Федорова и назначении руководителем НФС В. Стрелецкого — из Службы безопасности президента, близкого помощника Коржакова.
В ночь с 18 на 19 июня 1996 года на Федорова было совершено покушение — неизвестный выстрелил Федорову в живот из пистолета «Люггер». Пуля прошла навылет и ранила в бедро спутницу Федорова, студентку МГУ 20-летнюю Наталью Москаленко. Второй раз выстрелить преступнику не удалось — пистолет заклинило. Тогда преступник кинулся на Федорова с ножом и нанес ему четыре ранения. Федоров выжил.
Вечером 19 июня 1996 года произошла история с «коробкой из под ксерокса». Чубайс указывал на связь дела «с коробкой из под ксерокса» и покушение на Федорова, так как задержанием людей с коробкой из под ксерокса руководил Стрелецкий — действующий на тот момент руководитель НФС.
После отставки Коржакова, в октябре 1996 года Федоров вернулся к управлению НФС. Федоров умер от инфаркта в апреле 1999 году в возрасте тридцати девяти лет. По мнению Чубайса и Тарасова А.М., Федорова убили

## НФС и лотереи
При учреждении НФС были переданы лотереи Спортлото. Также НФС являлся основным владельцем Лотто-миллион. Но в 1995 году после появления Русского лото продажи Лотто-миллион стали резко падать. НФС решил устранить конкурента. Из Русского лото (Концерн Милан) в НФС были переманены ключевые сотрудники: Александр Яновский с супругой Маргаритой Клинкевич — авторы идеи Русского лото. 27.07.1995 на супругов Яновских было совершено покушение.
По мнению Тарасова, совладельца Русского лото, НФС готовил запрет на частные лотереи, с целью монополизации рынка лотерей. Учитывая лоббисткие возможности Тарпищева это было возможно. Но в 1996 году Тарпищев вместе с Коржаковым потеряли доступ к Ельцину Б. Н. НФС потерял лоббистскую силу и устранение Русского лото не состоялось.